# Bošnjaci u Hrvatskoj
Bošnjaci su jedna od 22 priznate nacionalne manjine Hrvatske.
Prema posljednjemu popisu stanovništva provedenom 2011. godine u Hrvatskoj živi 31.479 Bošnjaka, od čega najviše u Gradu Zagrebu. Bošnjaci čine relativnu većinu muslimanskog pučanstva u Hrvatskoj.
Na popisu stanovništva od 2001. bilo je 20.755 Bošnjaka, da bi ih na popisu 2011. bilo 31.479. Razlog tomu je što se veliki broj Muslimana poslije izjasnio kao Bošnjaci, a veliku ulogu u promicanju bošnjačkog imena odigrala je Islamska zajednica u Hrvatskoj. Hrvatska 2021. godine broji 24.131 Bošnjaka, a osoba koje su se izjasnile u vjerskom smislu ima 5874.

## Kretanje broja Bošnjaka
| Službeni naziv Hrvatske                                     | Godina | Broj Bošnjaka |
| ----------------------------------------------------------- | ------ | ------------- |
| -                                                           | 1931.  | –             |
| Narodna Republika Hrvatska                                  | 1948   | –             |
| Narodna Republika Hrvatska                                  | 1953.  | –             |
| Narodna Republika Hrvatska                                  | 1961.  | –             |
| Socijalistička Republika Hrvatska                           | 1971.  | –             |
| Socijalistička Republika Hrvatska                           | 1981.  | –             |
| Republika Hrvatska                                          | 1991.  | –             |
| Republika Hrvatska                                          | 2001.  | 20.755        |
| Republika Hrvatska                                          | 2011.  | 31.479        |
|                                                             | 2021.  | 24.131        |
| (Državni zavod za statistiku RH/Statistički zavod Hrvatske) |        |               |

- Napomena: Bošnjaci se prvi puta bilježe na popisu 2001. godine.

## Vanjske poveznice
- Registar poginulih Bošnjaka branitelja za obranu Republike Hrvatske u Domovinskom ratu  Arhivirana inačica izvorne stranice od 24. listopada 2013. (Wayback Machine)